# Calcarea
Las calcáreas (Calcarea) son una clase del filo Porifera. Son las únicas esponjas cuyo esqueleto mineral está compuesto por espículas de carbonato cálcico (CaCO3) cristalizado en forma de calcita o aragonito. Se cree que son el grupo más primitivo de esponjas. Se conocen unas 400 especies actuales.

## Características
La mayoría de las especies apenas alcanzan los 10 cm de longitud. Las calcáreas son la única clase de esponjas que pueden presentar los tres niveles de organización, asconoide, siconoide y leuconoide; las demosponjas y las hexactinélidas son exclusivamente leuconoides. Las espículas carecen de canales axiales, son uni, tri o tetrarradiadas y solo existen megascleras, mientras que en los otros grupos hay también microcleras; carecen de fibras de espongina; las espículas se proyectan a menudo más allá del pinacodermo, proporcionándoles un aspecto rugoso.

## Historia natural
Todas las especies de la clase son marinas. Como todas las esponjas, las calcáreas se alimentan filtrando las partículas orgánicas del agua que las rodea.
Las calcáreas presentan tanto reproducción asexual, por fragmentación, como reproducción sexual. Son hermafroditas; los huevos fertilizados se desarrollan en el interior de la esponja; las larvas poseen células externas flageladas, que les permiten nadar y, con frecuencia, espículas; su vida libre no dura más de dos días.

## Historia evolutiva
Las calcáreas aparecieron en el Cámbrico Inferior y han persistido hasta nuestros días. Se conocen más de 100 géneros fósiles. Como las demosponjas y las hexactinélidas alcanzaron su máxima diversidad durante el Cretácico. En la actualidad, son más diversas en el trópico, como la mayoría de los organismos marinos. Viven principalmente en aguas someras, viven más de 7 años

## Taxonomía
Las esponjas calcáreas   se dividen en dos subclases que se diferencian en el tipo de larva y la localización del núcleo
- Subclase Calcinea
  - Orden Clathrinida
  - Orden Murrayonida
- Subclassis Calcaronea
  - Orden Baerida
  - Orden Leucosolenida
  - Orden Lithonida